# Georg Asmussen (Offizier)
Georg Asmussen (* 16. April 1920 in Roskilde; † 12. Mai 1996) war ein dänischer Offizier, der sich während des Zweiten Weltkrieges in der Widerstandsbewegung gegen die deutsche Besatzungsmacht engagierte. Er war als Generalmajor zwischen 1976 und 1982 Kommandeur des Heeres-Landeskommandos West (Vestre Landsdelskommando) sowie zuletzt als Generalleutnant (Generalløjtnant) von 1982 bis 1985 Kommandierender General des Alliierten Landstreitkräfte Schleswig-Holstein und Jütland LANDJUT (Allied Land Forces Schleswig-Holstein and Jutland). In dieser Funktion war er gemeinsam mit Generalleutnant Otto K. Lind Oberbefehlshaber des NATO-Manövers Bold Guard 1982.

## Leben
Georg Asmussen, Sohn des Lebensmittelhändlers Harry Georg Asmussen († 1969) und dessen Ehefrau Martha Emilie Johnsen († 1964), begann nach dem Schulbesuch in Roskilde 1938 eine Ausbildung an der Heeresoffiziersschule (Hærens officersskole), die er 1942 abschloss. Während des Zweiten Weltkrieges engagierte er sich in der Widerstandsbewegung gegen die deutsche Besatzungsmacht nahm er zwischen 1943 und 1945 am Gefecht im Barackenlager auf Amager teil. Er war Mitbegründer und stellvertretender Kommandeur des dänischen Zivilschutzes (Dansk Borgerværn), des sogenannten Südhafenbataillons (Sydhavnsbataillonen). Nachdem er 1949 den Generalstabslehrgang besucht hatte, war er als Sachbearbeiter im Kriegsministerium (Krigsministeriet) tätig. Daraufhin war er 1950 Absolvent der US-Panzerschule und besuchte 1951 einen weiteren Generalstabslehrgang in den USA. Nach seiner Rückkehr fand er 1951 Verwendung als Sektionschef im Verteidigungsstab sowie zwischen 1956 und 1957 als Kompaniechef im Infanterieregiment in Falster, dem Falsterske Fodregiment. 1958 wurde er Stabsoffizier im NATO-Militärstab im Washington, D.C. und besuchte 1961 die Fallschirmschule der 82. US-Luftlandedivision (82nd Airborne Division) in Fort Bragg.
Nachdem Asmussen zwischen 1961 und 1962 Bataillonschef im Falsterske Fodregiment war und 1962 die Panzertruppenschule der Bundeswehr in Munster besucht hatte, wurde er 1963 Chef des Stabes der Verteidigungsregion Bornholm. 1965 absolvierte er einen Lehrgang am NATO Defense College (NDC) in Rom und wurde 1966 Leiter der Abteilung Operationen im Verteidigungsstab (Forsvarsstaben). Nach seiner Beförderung zum Oberst wurde er 1969 Chef der 1. Seeland-Brigade (1 Sjællandske brigade) und zugleich Kommandant der Garnison Roskilde. 1972 war er auch Absolvent des Royal College of Defence Studies (RCDS) in London und wurde 1973 Chef des Stabes der Alliierten Landstreitkräfte Schleswig-Holstein und Jütland LANDJUT.
Am 1. August 1976 wurde Georg Asmussen als Generalmajor Nachfolger von Generalmajor Aage D. Danhuus als Kommandeur des Heeres-Landeskommandos West (Vestre Landsdelskommando) und verblieb auf diesem Posten bis 1982, woraufhin Generalmajor H. T. Havning ihn ablöste. Zuletzt wurde Asmussen 1982 zum Generalleutnant (Generalløjtnant) befördert und löste daraufhin Generalleutnant Günter Kießling als Kommandierender General des Alliierten Landstreitkräfte Schleswig-Holstein und Jütland LANDJUT (Allied Land Forces Schleswig-Holstein and Jutland) in der Eider-Kaserne in Rendsburg ab. In dieser Funktion war er gemeinsam mit Generalleutnant Otto K. Lind Oberbefehlshaber des NATO-Manövers Bold Guard 1982. Er hatte dieses Kommando bis 1985 inne, woraufhin Generalleutnant Henning von Ondarza ihn ablöste. 1985 schied Asmussen aus dem aktiven Militärdienst aus und wurde in den Ruhestand verabschiedet.
Asmuss heiratete am 24. Mai 1944 Gerda Weimann (* 21. Februar 1920 in Køge), Tochter des Grundbesitzers Holger Emil Weimann († 1959) und dessen Ehefrau Margrethe Hansen († 1973).